# West Indies Cricket Team in England in der Saison 1933
Die Tour des West Indies Cricket Teams nach England in der Saison 1933 fand vom 24. Juni bis zum 15. August 1933. Die internationale Cricket-Tour war Bestandteil der Internationalen Cricket-Saison 1933 und umfasste drei Tests. England gewann die Serie 2–0.

## Vorgeschichte
Für beide Mannschaften war es die erste Tour der Saison.
Das letzte Aufeinandertreffen der beiden Mannschaften bei einer Tour fand in der Saison 1929/30 in den West Indies statt.

## Stadien
Die folgenden Stadien wurden für die Tour als Austragungsort vorgesehen.
| Stadion                     | Stadt      | Kapazität | Spiele  |
| --------------------------- | ---------- | --------- | ------- |
| The Oval                    | London     | 23.500    | 3. Test |
| Lord’s Cricket Ground       | London     | 30.000    | 1. Test |
| Old Trafford Cricket Ground | Manchester | 19.000    | 2. Test |

## Kaderlisten
Die Mannschaften benannten die folgenden Kader.
| Test | Test |
| England | West Indies |
| --- | --- |
| - David Allen - Les Ames - Fred Bakewell - Charlie Barnett - Nobby Clark - Wally Hammond - Douglas Jardine - James Langridge - Maurice Leyland - George Macaulay - Charles Marriott - Stan Nichols - Walter Robins - Herbert Sutcliffe - Maurice Turnbull - Hedley Verity - Cyril Walters - Bob Wyatt | - Puss Achong - Ivan Barrow - Learie Constantine - Oscar Da Costa - George Francis - Jackie Grant - Adrian Griffith - George Headley - Teddy Hoad - Manny Martindale - Cyril Merry - Clifford Roach - Ben Sealey - Alf Valentine - Archie Wiles |

## Tests

### Erster Test in London
| 24. – 27. Juni Scorecard | London (Lord’s) | England 296 (101)                             | – | West Indies 97 (58.5) & 172 (61.1) (f/o) |
|                          |                 | England gewinnt mit einem Innings und 27 Runs |   |                                          |

### Zweiter Test in Manchester
| 22. – 25. Juli Scorecard | Manchester | West Indies 375 (135.4) & 225 (60.1) | – | England 374 (140.4) |
|                          |            | Remis                                |   |                     |

### Dritter Test in London
| 12. – 15. August Scorecard | London (Oval) | England 312 (108.5)                           | – | West Indies 100 (29.5) & 195 (71.2) (f/o) |
|                            |               | England gewinnt mit einem Innings und 17 Runs |   |                                           |